# Brünnsteinschanze
Die Brünnsteinschanze ist ein 1547 m ü. NHN hoher Gipfel in der Brünnsteingruppe im Mangfallgebirge auf dem Gemeindegebiet von Oberaudorf.

## Topographie
Die Brünnsteinschanze bildet das westliche Ende der Brünnsteingruppe. Während diese einen runden Graskopf darstellt ist der nächste Gipfel am Grat, der Rotwandlspitz bereits ein Felsgipfel. Die Brünnsteinschanze ist Ziel für Skitourengeher und Schneeschuhwanderer.